# Calle Museo
La Calle Museu es una calle en Valencia, España que discurre desde la calle de Salvador Giner hasta la plaza del Carmen en el barrio del Carmen. Antes de llamarse así tuvo otros nombres como Calle dels Cechs, Portería del Carmen, Cofradía dels Cegos y Santa Maria del Carmen, de hecho, la Cofradía de Ciegos estuvo allí establecida y celebraban sus fiestas en la próxima iglesia de Santísima Cruz de la plaza del Carmen.
El 22 de noviembre de 1873 se le asignó su  denominación actual, al estar establecidos en las dependencias del convento del Carme, el Museo Provincial de Pintura (1839), la sede de la Academia de Bellas Artes y el Museo de Antigüedades (1864).En la pared que corresponde al antiguo convento del Carmen se encuentra un retablo compuesto por 35 azulejos, fechado en 1779, con la imagen de la carmelitana Santa Teresa de Jesús.
En una de las habitaciones de la calle nació Josep Bodria y Roig , restaurador de imágenes y cuadros religiosos y Vicente Añón Marco fotograbador, músico y entusiasta valencianista. Debido a la proximidad de la Escuela de Bellas Artes y de la de Oficios Artísticos, por los años 70 se estableció el comercio de los Hermanos López, una casa dedicada a la venta de materiales para artistas de todo tipo.
En la actualidad, se encuentra  el Consejo Valenciano de Cultura, y  el Centro del Carmen, instalado en el antiguo convento como anexo al IVAM y para cuya instalación fue necesario derribar la Escuela de Artes y Oficios.
A mitad de la calle se encuentra una pequeña puerta que llama la atención a la que los vecinos han llamado la casa de los gatos. Antiguamente en este mismo lugar se hallaba un agujero por el que pasaban los gatos al solar y unos artistas decidieron construir la puerta de cerámica tal y como se ve en la actualidad. Cuenta con cortinas tras las ventanas, entrada principal y la fuente frente a la puerta.Junto a la curiosa casita se encuentra un cartel escrito en un azulejo que recuerda la altura que alcanzaron las aguas desbordadas del río Turia en octubre de 1957 durante la gran riada.